# Arroyo Pando
 (octobre 2018).
 (octobre 2018).
L' arroyo Pando est un cours d'eau uruguayen qui traverse le département de Canelones.
Il prend sa source dans la Cuchilla Grande, passe par la ville de Pando et se jette dans le Río de la Plata après avoir parcouru environ 28 km. À son embouchure, il sépare les villes de Ciudad de la Costa et de Neptunia.

## Source
- (es) Cet article est partiellement ou en totalité issu de l’article de Wikipédia en espagnol intitulé « Arroyo Pando » (voir la liste des auteurs).